# Nils Persson
Nils August Persson (Estocolmo, 11 de fevereiro de 1879 — 4 de fevereiro de 1941) foi um velejador sueco, medalhista olímpico. Ele competiu nos Jogos Olímpicos de Verão de 1912 na classe 12 Metre e conquistou a medalha de prata na disputa a bordo do Erna Signe com Per Bergman, Dick Bergström, Kurt Bergström, Hugo Clason, Folke Johnson, Sigurd Kander, Ivan Lamby, Erik Lindqvist e Hugo Sällström.